# Miejsca w cyklu Opowieści z Narnii
Spis lokalizacji pojawiających się w Opowieściach z Narnii.
Skróty oznaczające w której części występuje dana lokalizacja:
- LCISS – Lew, czarownica i stara szafa
- KK – Książę Kaspian
- PWDŚ – Podróż „Wędrowca do Świtu”
- SK – Srebrne krzesło
- KIJC – Koń i jego chłopiec
- SC – Siostrzeniec czarodzieja
- OB – Ostatnia bitwa

## A
- Alambil – jedna z dwóch planet na narnijskim niebie[1], której nazwa oznacza „zwiastunkę pokoju”; raz na dwieście lat wchodzi w koniunkcję z Tarvą, co jest dobrą wróżbą dla Narnii[2]
- Anward – zamek władców Archenlandii[3][4]
- Archenlandia – kraina położona na południe od Narnii. Oddzielona od niej górami. Jej stolicą jest Anward[5][6].
- Awra – jedna z Samotnych Wysp. Mieściło się na niej miasteczko Bernstead i dobry port na południowym wybrzeżu[7][8].

## B
- Bernstead – miasteczko na wyspie Awra. Siedziba barona Berna[9][10]. PWDŚ
- Beruna – miasto w centralnej Narnii, u zbiegu Wielkiej Rzeki i rzeki Rush; koło niego znajdował się bród, nad którym stoczono dwie istotne bity w historii Narnii:  o wyzwolenie spod mroźnego czaru Białej Czarownicy i o ostateczne obalenie reżimu Telmarczyków. Nad brodem ci ostatni zbudowali most, zniszczony przez Bacchusa na polecenie Aslana[11][10].
- Bezsłoneczne Morze – wielkie morze w Królestwie Otchłani, które pod wpływem zaklęcia Zielonej Czarownicy zalało całą krainę.
- Bizm – inaczej Prawdziwa Otchłań, najgłębsze miejsce w Narnii. Jest to kraj Ziemistych i salamander. Płyną tam rzeki ognia[12].
- Blask Szmaragdu – okręt królewski z czasów Piotra Pogromcy Wilka. Wspomniany przez Zuzannę w Koń i jego chłopiec[13][14].
- Brenn – druga z Siedmiu Wysp, znajduje się na niej miasto Redhaven[15][16].

## C
- Ciemna Wyspa – wyspa, otoczona ciemnością, wśród martwych i oleistych wód, na której sny, w tym koszmary senne (nie zaś marzenia) stają się jawą. Kaspian i jego załoga ratują z niej barona Rupa, ale mają problemy z wydostaniem się z ciemności. Ostatecznie pomaga im Aslan na prośbę Łucji[17][18]. PWDŚ
- Charn – umierający (i w końcu ulegający kompletnej zagładzie) świat równoległy do naszego świata i świata Narnii,  rządzony przez  dynastię, której ostatnią przedstawicielką była Biała Czarownica Jadis[19][20].

## D
- Dorn – największa z Samotnych Wysp. To na niej mieściła się stolica, Narrowhaven[21][22].

## E
- Ettinsmoor – kraina dzikich olbrzymów na północ od Narnii[21][22]. SK

## F
- Felimata – jedna z Samotnych Wysp. Przez dłuższy czas pozostawała niezamieszkana. Za czasów Miraza stała się siedzibą handlarzy niewolników[21][22]. PWDŚ

## G
- Galma – Wyspa oddalona o dzień drogi statkiem od Ker-Paravelu[23][24]. PWDŚ
- Góry Zachodnie – Góry na zachodzie Narnii – można było je dostrzec z zamku Miraza.
- Grobowce Starożytnych Królów – miejsce pochówków dawnych królów Kalormenu. Są to kamienne budowle przypominające ule. Wszyscy Kalormeńczycy wierzą, że są one nawiedzone przez upiory. KIJC

## H
- Harfang – zamek olbrzymów na wzgórzu o tej samej nazwie niedaleko Zrujnowanego Miasta na północy Ettinsmoor[25][26]. SK

## I
- Ilkeen – jezioro w Kalormenie, pałac nad tym jeziorem posiada Ahoszta Tarkaan[27][28]. KIJC

## K
- Kamienny Stół – stół, na którym Biała czarownica zabiła Aslana. Wzniesiono nad nim Kopiec Aslana. Przez doktora Korneliusa zwany Magicznym Kamieniem[29][30]. LCISS, KK
- Kalormen – Kraj leżący na południe od Narnii i Archelandii. Jego stolicą jest Taszbaan[31][32]. KIJC
- Ker-Paravel (Cair Paravel od s.ang.Cair Paravail ~ Niższy Sąd) – stolica Narnii położona nad Wschodnim Oceanem (u ujścia Wielkiej Rzeki Narnii). W czasie rządów władców z dynastii telmarskiej, którzy za panowania Kaspiana VIII wybudowali własną stolicę w okolicy Skalnego Mostu, opuszczona i zapomniana. Ker-Paravel odnowiono za rządów Kaspiana X Żeglarza[33][31].
- Kopiec Aslana – kopiec zbudowany nad ołtarzem (zob. Kamienny Stół), na którym Aslan został zabity przez Jadis. W kopcu broniły się wojska Kaspiana. Pod nim znajdowały się liczne korytarze. KK
- Kręta Strzała – rzeka w Archenlandii.
- Królestwo Otchłani – podziemna kraina Pani w Zielonej Szacie. Wznosiło się tam miasto ziemistych i jej zamek. W jednej z jaskiń leżał uśpiony Ojciec Czas, a w innej spały zbłąkane zwierzęta. Znajdowało się tam Bezsłoneczne Morze. Ze światem nadziemnym łączył je długi tunel i ukryte przejście w ruinach Zrujnowanego Miasta. SK

## L
- Leopard – narnijski letni gwiazdozbiór. KK

## M
- Muil – najdalej wysunięta na zachód jedna z Siedmiu Wysp[34][35]. PWDŚ
- Młot – narnijski letni gwiazdozbiór. KK

## N
- Narnia – kraina stworzona przez Aslana, wielkiego lwa, syna Władcy-Zza-Mórz. Świadkami stworzenia Narnii są ludzie, potocznie nazywani tam „dziećmi Adama i Ewy”, lecz tego samego dnia zostaje uwolnione zło przez jednego z nich, chłopca Digorry'ego, a jest nim Czarownica Jadis. Przez jakiś czas panuje tam Zima stworzona przez Czarownicę, ale istnieje przepowiednia, że Narnię wyzwolą dwaj synowie Adama i dwie córki Ewy. Pewnego dnia, w 1000 roku, pojawiają się w Narnii Zuzanna Pevensie, Łucja Pevensie, Piotr Pevensie i Edmund Pevensie. Oni wyzwalają Narnię i zostają jej władcami. Jej głównymi mieszkańcami były początkowo mówiące zwierzęta i istoty znane z różnych mitologii takie jak karły, centaury, czy fauny. Później została ona zdominowana przez Telmarów – ludzi.
- Narrowhaven – miasto na wyspie Dorn, siedziba gubernatora, a później księcia Samotnych Wysp. Znajdował się tam targ niewolników[25][36]. PWDŚ

## O
- Okręt – narnijski letni gwiazdozbiór. KK

## P
- Północne Góry – góry dzielące Archenlandię i Kalormen KIJC

## R
- Redhaven – miasto na wyspie Brenn. Odwiedził je książę Kaspian podczas swej podróży[37][38]. PWDŚ

## S
- Siedem Wysp – wyspy u wybrzeża Narnii[39]. Wspomniane przez Łucję w jej opowieściach o dawnych czasach[40]. KK, PWDŚ
- Smocza Wyspa – miejsce, gdzie baron Oktezjan zamienił się w smoka i ostatecznie zmarł w tej postaci. Górzysta, położona na wschód od Samotnych Wysp[21][41]. PWDŚ
- Stół Aslana – Stół na wyspie Ramandu. Ustawiony tam z rozkazu Aslana dla podróżnych którzy dopłyną tak daleko. Co wieczór sam zapełnia się jedzeniem, a co rano niedojedzone resztki zjadają ptaki. PWDŚ

## T
- Taneczne Uroczysko – leśna polana miejsce narady wojennej Starych Narnijczyków pod wodzą Kaspiana X. KK
- Tarva – narnijska planeta, która raz na dwieście lat wchodzi w koniunkcję z Alambil – w astrologii zwana „zwiastunem zwycięstwa” KK
- Taszbaan – wielkie miasto w Kalormenie, miejsce pobytu Tisroka, gdzie znajdował się jego wielki pałac[42][43]. KIJC
- Telmar – Kraina oddzielona górami od Narnii. Na jej terenie znajdowała się jaskinia, z której można się było dostać z naszego świata do Narnii. Ojczyzna Telmarów, którzy opuścili ją za czasów Kaspiana I. KK
- Terebint – niepodległa wyspa niedaleko Narnii. Za czasów Kaspiana X panowała tam zaraza. PWDŚ

## W
- Wędrowiec do Świtu – okręt księcia Kaspiana X, którym ten wyruszył na poszukiwanie zaginionych baronów. PWDŚ
- Wielka Puszcza – wielki las znajdujący się w Narnii przy wschodnim brzegu morza. Miraz pozwolił mu się rozrosnąć ponieważ bał się morza. W puszczy znajdował się Kopiec Aslana.
- Wielka Rzeka – rzeka płynąca przez Narnię. U jej ujścia wznosił się zamek Ker-Paravel. KK
- Wyspa Złotej Wody (Wyspa Śmiertelnej Wody) – jedna z wysp na wschód od Smoczej Wyspy. Znajdowały się na niej dwa strumyki w jednym płynęła woda pitna a w drugim woda zmieniająca wszystko w złoto. Miejsce śmierci barona Restimara. Odkryta przez Kaspiana X Żeglarza podczas jego wyprawy. PWDŚ
- Wzgórze kamiennego Stołu – Wzgórze na którym stał Kamienny Stół, wznosi się na nim Kopiec Aslana. KK

## Z
- Zamek Miraza – zamek wuja Księcia Kaspiana, leżący na południu od Zamku Białej Czarownicy. KK
- Zrujnowane Miasto – ruiny miasta olbrzymów niedaleko zamku Harfang. Pod nim znajduje się Królestwo Otchłani[44]. SK